# Helsdingenia hebes
Helsdingenia hebes is een spinnensoort in de taxonomische indeling van de hangmatspinnen (Linyphiidae).
Het dier behoort tot het geslacht Helsdingenia. De wetenschappelijke naam van de soort werd voor het eerst geldig gepubliceerd in 1980 door George Hazelwood Locket & Anthony Russell-Smith.